# Governo Orešarski
Il Governo Orešarski è stato il 92º esecutivo della Bulgaria. È rimasto in carica per 1 anno, 2 mesi e 8 giorni, dal 29 maggio 2013 al 6 agosto 2014.

## Caduta del governo
Il Governo sopravvisse nel suo mandato a tre voti di sfiducia all'inizio del 2014. 
Le mozioni che furono presentate dall'unico partito di opposizione GERB riguardarono i temi della presunta cattiva gestione dei rifugiati dalla guerra civile siriana e dell'incapacità di frenare la criminalità.
Tuttavia, anche per via delle tensioni interne nella maggioranza generate da queste mozioni, il Primo ministro, il 23 luglio 2014, annunciò infine in conferenza stampa che avrebbe rassegnato le dimissioni. Dopo qualche ora, dunque, egli incontrò il presidente della Repubblica, Rosen Plevneliev, a cui motivò le ragioni che lo portarono a tale scelta, venendo contestualmente invitato a rimanere in carica per disbrigo degli affari correnti. Subito dopo, dunque, il Presidente Plevneliev, annunciò ufficialmente la caduta del governo l’avvio di nuove consultazioni con i partiti per formare un nuovo esecutivo.
Il giorno dopo, egli convocò Boyko Borisov, affidandogli l’incarico, che egli accetto con riserva, salvo scioglierla negativamente il 30 luglio. A questi succedette Sergej Stanišev, che tuttavia rifiutò il mandato. Infine, si tentò con Lyutvi Mestan, presidente del Movimento per i Diritti e le Libertà (DPS), ma anche qui con esito negativo (annunciato il 4 agosto).
Così il capo dello Stato, preso atto della situazione del parlamento, nominò primo ministro ad interim Georgi Bliznaški del Partito Movimento Nazionale per la Stabilità e il Progresso, il quale accettò prima con riserva, poi presentò due giorni dopo la lista dei ministri.
Con il giuramento del nuovo governo furono indette nuove elezioni per il 5 ottobre 2014.

## Situazione parlamentare
| Camera              | Collocazione | Partiti                                   | Seggi     |
| ------------------- | ------------ | ----------------------------------------- | --------- |
| Assemblea nazionale | Maggioranza  | Coalizione per la Bulgaria (84), DPS (36) | 120 / 240 |
| Assemblea nazionale | Astensione   | Unione Nazionale Attacco (23)             | 23 / 240  |
| Assemblea nazionale | Opposizione  | GERB (97)                                 | 97 / 240  |

## Composizione
Indipendenti
     Indipendenti
     Indipendenti
     BSP 
     DPS
| Carica                                                                                             | Titolare | Titolare | Titolare           | Partito      |
| -------------------------------------------------------------------------------------------------- | -------- | -------- | ------------------ | ------------ |
| Primo ministro                                                                                     |          |          | Plamen Orešarski   | Indipendenti |
| Vice Primo Ministro - Ministro della Giustizia (responsabile anche dell'assorbimento dei fondi UE) |          |          | Zinaida Zlatanova  | Indipendenti |
| Vice Primo Ministro – Ministro dell'Economia                                                       |          |          | Daniela Bobeva     | Indipendenti |
| Vice Primo Ministro – Ministro dell'Interno                                                        |          |          | Tsvetlin Yovchev   | Indipendenti |
| Ministro delle Finanze                                                                             |          |          | Petar Chobanov     | DPS          |
| Il Ministro degli Affari Esteri                                                                    |          |          | Kristian Vigenin   | BSP          |
| Ministero dei trasporti, dell'informatica e delle comunicazioni                                    |          |          | Danail Papazov     | Indipendenti |
| Ministero dell'Istruzione, della Gioventù e della Scienza                                          |          |          | Aneliya Klisarova  | BSP          |
| Ministro della Salute                                                                              |          |          | Tanya Andreeva     | BSP          |
| Ministro della Gioventù e dello Sport                                                              |          |          | Mariana Georgieva  | DPS          |
| Ministro della Difesa                                                                              |          |          | Angelo Naydenov    | BSP          |
| Ministro della Cultura                                                                             |          |          | Petar Stoyanovich  | Indipendenti |
| Ministro dell'Ambiente                                                                             |          |          | Iskra Mihaylova    | DPS          |
| Ministro dell'Economia, dell'Energia e del Turismo                                                 |          |          | Dragomir Stoyney   | BSP          |
| Ministro del Lavoro e delle Politiche Sociali                                                      |          |          | Hassan Ademov      | DPS          |
| Ministro dello sviluppo regionale                                                                  |          |          | Desislava Terzieva | BSP          |
| Ministro dell'Agricoltura e dell'Alimentazione                                                     |          |          | Dimitar Grekov     | Indipendenti |
| Ministro dei progetti di investimento                                                              |          |          | Ivan Danov         | BSP          |